# Rainard de Nîmes
Rainard est un prélat du Haut Moyen Âge, dix-neuvième évêque connu de Nîmes de 929 à 941.